# Plagiobothrys
Plagiobothrys es un género de plantas con flores perteneciente a la familia Boraginaceae. Comprende 113 especies descritas y de estas solo 63 aceptadas.

## Descripción
Son plantas herbáceas pequeñas que llevan pequeñas flores blancas o amarillas. Sus frutos son nuececillas . A pesar de que estas plantas se encuentran principalmente en América del Norte y América del Sur, cinco especies se conocen de Australia.

## Taxonomía
El género fue descrito por Fisch. & C.A.Mey. y publicado en Index Seminum, quae hortus Botanicis Imperialis Petropolitanus pro mutua commutatione offert ... 2 1836

## Especies seleccionadas
- Plagiobothrys acanthocarpus
- Plagiobothrys adpressus
- Plagiobothrys allocaryoides
- Plagiobothrys arizonicus